# Gmeinder D 75 BB
Die D 75 BB ist eine Baureihe dieselhydraulischer Rangierlokomotiven des Herstellers Gmeinder in Mosbach/Baden. Es wurden 19 Exemplare für verschiedene Kunden in Europa in den Spurweiten 1000 mm (Meterspur) und 1435 mm (Normalspur) hergestellt, darunter die beiden Gmf 4/4 der Rhätischen Bahn.

## Geschichte
Die erste Lokomotive entstand mit der Fabriknummer 5614 im Jahr 1980 und wurde als Nummer 42 an die BASF geliefert. Bei dieser Lokomotive erfüllte das Strömungswendegetriebe L3r4 U2 die Anforderungen nicht vollständig, und es musste ein günstigeres Untersetzungsverhältnis zur Übertragung höherer Zugkräfte eingebaut werden. Auch bei späteren Lieferungen konnten die Kunden für die gewünschte Höchstgeschwindigkeit und Motorleistung ein spezielles Getriebe auswählen.
Meist werden die Maschinen für den Werksverkehr und innerbetrieblichen Transport verwendet, es sind auch Einsätze mit Übergabezügen oder auch vereinzelt mit Personenzugleistungen bekannt. Hauptsächlich wurde die Lokomotive mit einer Geschwindigkeit von 40 km/h angeboten, es war auch eine Ausführung mit 100 km/h möglich.
An die BASF wurden bis 1989 zwei Lokomotiven, an die SWEG 1985 zwei Lokomotiven, an Wacker Chemie 1987 eine Lokomotive, an die Rhätische Bahn 1991 die beiden Lokomotiven für 1000 mm, an die Steiermärkische Landesbahnen 1993 eine Lokomotive, an die Lech-Stahlwerke 2000 eine Lokomotive, an die Stadtwerke München 2001 eine Lokomotive, an Voestalpine 2006 bis 2008 drei Lokomotiven und an die Logistik-Service in Linz 2007 bis 2012 vier Lokomotiven geliefert, die Brandenburger Elektrostahlwerke sowie die Hennigsdorfer Elektrostahlwerke erhielten 2008 je eine Lokomotive.
Die SWEG gab ihre beiden Lokomotiven 2021 an die Norddeutsche Eisenbahngesellschaft Niebüll (neg) ab.

## Technik
Die Lokomotiven gehören zum Standard-Programm des Herstellers Gmeinder ab 1976, die durch ihren kantigen Wagenkasten und das Strömungswendegetriebe geprägt waren, mit dem ein praktisches Bremsen mit geringem Verschleiß möglich war. Bezeichnet wurden sie nach der Einsatzcharakteristik, der Motorleistung durch 10 und der Radsatzfolge. Die Lokomotiven sind Vorbautenlokomotiven, die ein etwas außermittig liegendes Führerhaus haben, das diagonal jeweils von einer Stirnseite den Zugang und dem gegenüber jeweils das Führerpult besitzt. Im großen Vorbau befindet sich die Motoranlage mit dem tief liegenden Strömungswendegetriebe, die über Gelenkwellen die Drehgestelle antreiben. Im hinteren kleinen Vorbau sitzen die Hilfsbetriebe wie Luftverdichter, Druckluft- und Bremsanlage.
Als Antriebsmotor ist je nach Kundenwunsch eine Leistung von 708 kW bis 950 kW mit verschiedenen Motorvarianten vom 8-Zylinder bis 12-Zylinder-Viertakt-Dieselmotor möglich. Nach der Motorkonfiguration wird entsprechend den Kundenanforderungen für den Verwendungszweck das entsprechende Getriebe ausgewählt. Die direkte Federung und die indirekte Federung ist einfach mit Schraubenfederung ausgeführt. Die Lokomotiven besitzen Scheibenbremsen außen am Radsatz.